# Exacum macranthum
Exacum macranthum là một loài thực vật có hoa trong họ Long đởm. Loài này được Arn. ex Griseb. mô tả khoa học đầu tiên năm 1838.